# Oscar 1969
A 41ª cerimônia de entrega do Oscar ou Oscars 1969 (no original: 41th Academy Awards), apresentada pela Academia de Artes e Ciências Cinematográficas, premiou os melhores atores, técnicos e filmes de 1968. Aconteceu em 14 de abril de 1969, em Los Angeles, com a direção e produção de Gower Champion. Esta edição foi marcada pelo primeiro - e até agora único - empate na categoria de Melhor Atriz: Katharine Hepburn, de The Lion in Winter, empatou com a então novata Barbra Streisand, por seu primeiro papel no cinema com o musical Funny Girl. As duas tiveram exatamente o mesmo número de votos: 3030. Trinta e sete anos antes, a história já tinha acontecido, desta vez para Melhor Ator: Fredric March, de Dr. Jekyll and Mr. Hyde, e Wallace Beery, por The Champ, partilharam o prêmio.
O drama Oliver! foi premiado na categoria mais importante: melhor filme.

## Indicados e vencedores
Indica o vencedor dentro de cada categoria.
| Melhor FilmeOliver! - Funny Girl - The Lion in Winter - Rachel, Rachel - Romeo and Juliet | Melhor DiretorCarol Reed – Oliver! - Anthony Harvey – The Lion in Winter - Stanley Kubrick – 2001: A Space Odyssey - Gillo Pontecorvo – The Battle of Algiers - Franco Zeffirelli – Romeo and Juliet |
| Melhor Ator/Actor (Principal)Cliff Robertson – Charly como Charlie Gordon - Alan Arkin – The Heart Is a Lonely Hunter como John Singer - Alan Bates – The Fixer como Yakov Bok - Ron Moody – Oliver! como Fagin - Peter O'Toole – The Lion in Winter como Henry II | Melhor Atriz/Actriz (Principal)Katharine Hepburn – The Lion in Winter como Eleanor Barbra Streisand – Funny Girl como Fanny Brice - Patricia Neal – The Subject Was Roses como Nettie Cleary - Vanessa Redgrave – Isadora como Isadora Duncan - Joanne Woodward – Rachel, Rachel como Rachel Cameron     |
| Melhor Ator/Actor Coadjuvante/SecundárioJack Albertson – The Subject Was Roses como John Cleary - Seymour Cassel – Faces como Chet - Daniel Massey – Star! como Noël Coward - Jack Wild – Oliver! como Jack Dawkins - Gene Wilder – The Producers como Leo Bloom   | Melhor Atriz/Actriz Coadjuvante/SecundáriaRuth Gordon – Rosemary's Baby como Minnie Castevet - Lynn Carlin – Faces como Maria Frost - Sondra Locke – The Heart Is a Lonely Hunter como Mick Kelly - Kay Medford – Funny Girl como Rose Stern Borach - Estelle Parsons – Rachel, Rachel como Calla Mackie |
| Melhor Roteiro/Argumento - OriginalThe Producers - Faces - 2001: A Space Odyssey - The Battle of Algiers - Hot Millions | Melhor Roteiro/Argumento - AdaptadoThe Lion in Winter - Oliver! - Rosemary's Baby - The Odd Couple - Rachel, Rachel |
| Melhor Figurino/Guarda-RoupaRomeo and Juliet - Star! - Oliver! - The Lion in Winter - Planet of the Apes | Melhor Filme EstrangeiroVoyna i Mir ( União Soviética) - A Pál utcai fiúk ( Hungria) - Hoří, má Panenko! ( Checoslováquia) - La Ragazza con la Pistola ( Itália) - Baisers Volés ( França) |
| Melhor Documentário em Longa-metragemJourney into Self - A Few Notes on Our Food Problem - The Legendary Champions - Other Voices - Young Americans | Melhor Documentário em Curta-metragemWhy Man Creates - The House That Ananda Built - The Revolving Door - A Space to Grow - A Way Out of the Wilderness |
| Melhor Curta-metragemRobert Kennedy Remembered - The Dove - Duo - Prelude | Melhor Animação em Curta-metragemWinnie the Pooh and the Blustery Day - The House That Jack Built - The Magic Pear Tree - Windy Day |
| Melhor Trilha Sonora/Banda SonoraThe Lion in Winter - Planet of the Apes - The Thomas Crown Affair - The Shoes of the Fisherman - The Fox | Melhor Canção original"The Windmills of Your Mind" por The Thomas Crown Affair - "Chitty Chitty Bang Bang" por Chitty Chitty Bang Bang - "For Love of Ivy" por For Love of Ivy - "Funny Girl" por Funny Girl - "Star!" por Star!                                                                         |
| Melhor Trilha Sonora/Banda Sonora AdaptadaOliver! - Star! - Finian's Rainbow - The Young Girls of Rochefort - Funny Girl | Melhor mixagem/mistura de SomOliver! - Funny Girl - Star! - Bullitt - Finian's Rainbow |
| Melhor Direção de ArteOliver! - Voyna i Mir - The Shoes of the Fisherman - Star! - 2001: A Space Odyssey | Melhor Cinematografia/FotografiaRomeo and Juliet - Ice Station Zebra - Star! - Oliver! - Funny Girl |
| Melhor Edição/MontagemBullitt - The Odd Couple - Wild in the Streets - Oliver! - Funny Girl | Melhor Cinematografia/Fotografia2001: A Space Odyssey - Ice Station Zebra |

### Múltiplas indicações
- 11 indicações: Oliver!
- 8 indicações: Funny Girl
- 7 indicações: The Lion in Winter e Star!
- 4 indicações: 2001: A Space Odyssey, Rachel, Rachel e Romeo and Juliet
- 3 indicações: Faces
- 2 indicações: The Battle of Algiers, Bullitt, Finian's Rainbow, The Heart Is a Lonely Hunter, Ice Station Zebra, The Odd Couple, Planet of the Apes, The Producers, Rosemary's Baby, The Shoes of the Fisherman, The Subject Was Roses, The Thomas Crown Affair e War and Peace